# Nakajima Ki-43
El Nakajima Ki-43 Hayabusa (隼, falcó pelegrí) va ser un caça tàctic monomotor, monoplà d'ala baixa en voladís, amb tren d'aterratge clàssic retràctil, utilitzat pel Servei Aeri de l'Exèrcit Imperial Japonès durant la Segona Guerra Mundial. La seva designació oficial a l'exèrcit japonès era “Caça Tipus 1” (一式戦闘機) i el seu nom en clau pels Aliats era “Oscar” però els pilots nord-americans el solien anomenar l'“Army Zero” (el Zero de l'exèrcit) per la seva semblança amb el Mitsubishi A6M Zero de l'Armada Imperial Japonesa.
Igual que l'A6M, el Ki-43 era un caça de motor radial, lleuger i fàcil de pilotar que va arribar a ser llegendari pel seu rendiment en combat en els primers anys de la Guerra del Pacífic (1937-1945). Podia superar a qualsevol rival però no tenia blindatge ni dipòsits de combustible autosegellants i el seu armament va ser deficient fins a l'última versió, que no va es va produir fins al 1944. Els pilots aliats solien informar que els àgils Hayabusa eren blancs difícils d'abatre però que es trencaven o incendiaven fàcilment amb pocs impactes.
Molts avions d'aquest model van ser usats durant els últims mesos de la guerra en missions kamikaze contra la flota de l'Armada dels Estats Units.

## Desenvolupament
Els treballs preliminars de disseny dirigits per Hideo Itokawa (que posteriorment seria famós com el pioner dels coets japonesos) van començar al desembre de 1937, quan el Koku Hombu (Quarter General de l'Aire) va donar instruccions a Nakajima Hikoki KK (Aeroplans Nakajima S.L.) per al disseny d'un caça monoplaça que substituís al Nakajima Ki-27, acabat de posar en servei.
Les especificacions per al nou avió posaven l'accent en la maniobrabilitat que hauria de, com a mínim, ser igual a la del Ki-27. També es demanava una velocitat màxima de 500 km/h, i un règim de grimpada de 5.000 metres en 5 minuts, un abast de 800 km i un armament de dues metralladores de 7,70 mm. A excepció de la maniobrabilitat, la resta d'especificacions eren poc ambicioses i poc millors que les ofertes pel Ki-27, i per descomptat, no estaven en concordança amb les què regien en els caces europeus contemporanis, més veloços i amb armament més pesant.

## Disseny
L'equip de disseny el va dotar amb una cabina tancada i va conservar la planta i el perfil alar del Ki-27 per al nou caça, però va adoptar una secció posterior de fuselatge de major longitud per compensar el major pes que tenia el motor radial en doble estrella Nakajima Ha-25 de 925 cavalls de vapor, al que es va dotar amb una hèlix bipala de fusta i pas fix.

## Variants

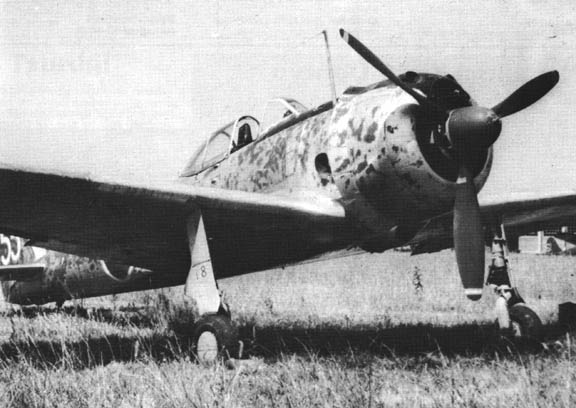
Un Ki-43-II.

Ki-43
Es van construir tres prototips i deu exemplars d'avaluació en servei per a l'Exèrcit Imperial Japonès; els segons incorporaven una sèrie de revisions majors a la cèl·lula: propulsats per un motor radial Nakajima Ha-25 de 925 o 990 hp (a excepció del segon i del desè aparell d'avaluació, dotats d'un motor radial Nakajima Ha-105 de 1100 hp), accionant una hèlix bipala, amb armament normalitzat de dues metralladores Tipus 89 de 7,7 mm en el capó del motor, reemplaçades per unes altres Tipus 1 (Ho-103) de 12,7 mm en el setè i desè exemplars. Els flaps de combat van ser provats en el vuitè exemplar d'avaluació.
Ki-43-Ia o Ki-43-I-Ko
Totes les millores adoptades progressivament en els exemplars de producció van ser incorporades en aquest primer model de producció en sèrie: motor Ha-25, hèlix bipala i dues metralladores Tipus 89 de 7,70 mm i amb possibilitat de portar dues bombes de 15 kg.
Ki-43-Ib o Ki-43-I-Otsu
Similar al model anterior però armat amb una metralladora de 7,70 mm i l'altra reemplaçada per una Tipus 1 de 12,7 mm.
Ki-43-Ic o Ki-43-I-Hei
Similar al Ki-43-Ia però armat amb dues metralladores Tipus 1 de 12,7 mm.
Ki-43-II
Es van construir cinc prototips d'una versió millorada, amb blindatge, dipòsits autosegellants, amb ales reforçades de menor envergadura (10,84 m en comptes dels 11,44 m anteriors) i superfície (21,4 m² en comptes dels 22 m² precedents). Motor radial Nakajima Ha-115 de 1.150 hp accionat amb hèlix tripala. Les càrregues externes van créixer de les dues bombes de 15 kg fins a dues de 30 kg o dues de 250 kg.
Ki-43-IIa o Ki-43-II-Ko
Primera versió de producció de la sèrie Ki-43-II, construïda per Nakajima i el Tachikawa Dai-Ichi Rikugan Kukusho (Primer Arsenal Aeri de l'Exèrcit de Tachikawa), amb un armament fix com el del Ki-43-Ic (dues metralladores Tipus 1 de 12,7 mm) i amb dos suports subalars, capaços cadascun d'ells de portar una bomba de 250 kg.
Ki-43-IIb o Ki-43-II-Otsu
Bàsicament similar al Ki-43-IIa, sent un model millorat, que presentava alguns canvis menors a l'equipament i una instal·lació motriu millorada, produïda per Nakajima i Tachikawa Kikoki KK (Aeroplans Tachikawa S.L.).
Ki-43-II-KAI
Versió que combinava les modificacions progressives dels Ki-43-IIa i Ki-43-IIb. Van ser construïts tres prototips per Nakajima, dotats amb tubs d'escapament individuals que proporcionaven cert augment d'empenta i reemplaçaven al col·lector anul·lar dels tipus precedents. Van ser seguits per una producció a gran escala a càrrec de Nakajima (fins a octubre de 1944) i Tachikawa (fins al final de la guerra).
Ki-43-IIIa o Ki-43-III-Ko
Construïts deu prototips similars al Ki-43-II-KAI per Nakajima i propulsats pel motor radial Nakajima Ha-115-II de 1.190 hp, capaç de subministrar més potència a alta cota. Tachikawa va emprendre una producció limitada d'aquest model.
Ki-43-IIIb o Ki-43-III-Otsu
Construïts dos prototips d'un caça d'interceptació, produïts per Tachikawa en la primavera de 1945. Propulsats pel motor radial Mitsubishi Ha-112 de 1.300 hp que accionava una hèlix tripala. Tenia dos canons Ho-5 de 20 mm en el capó del motor.
Ki-43 III
Prototips -motor Nakajima Ha 115-II de 1.230 hp (920 kW)
Ki-62
Projecte d'interceptador avançat amb un potent motor i armat amb canons de 30 o 40 mm
La producció conjunta de totes les variants del Nakajima Ki-43 va arribar als 5.919 exemplars, dels què 3.239 van ser muntats per Nakajima, 2.631 per Tachikawa i 49 pel Primer Arsenal Aeri de l'Exèrcit.

## Operadors

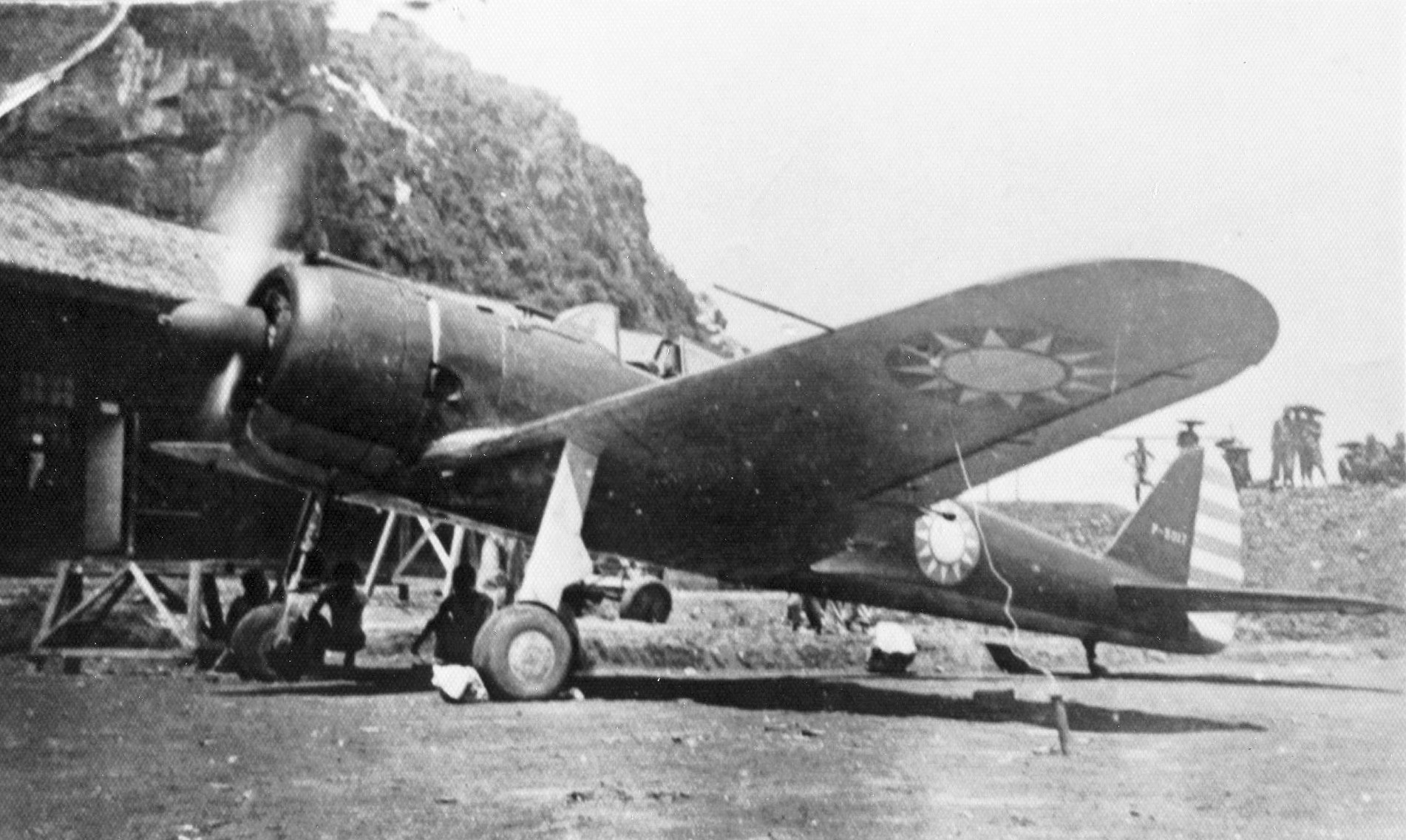
Un Ki-43 capturat per la ROCAF.

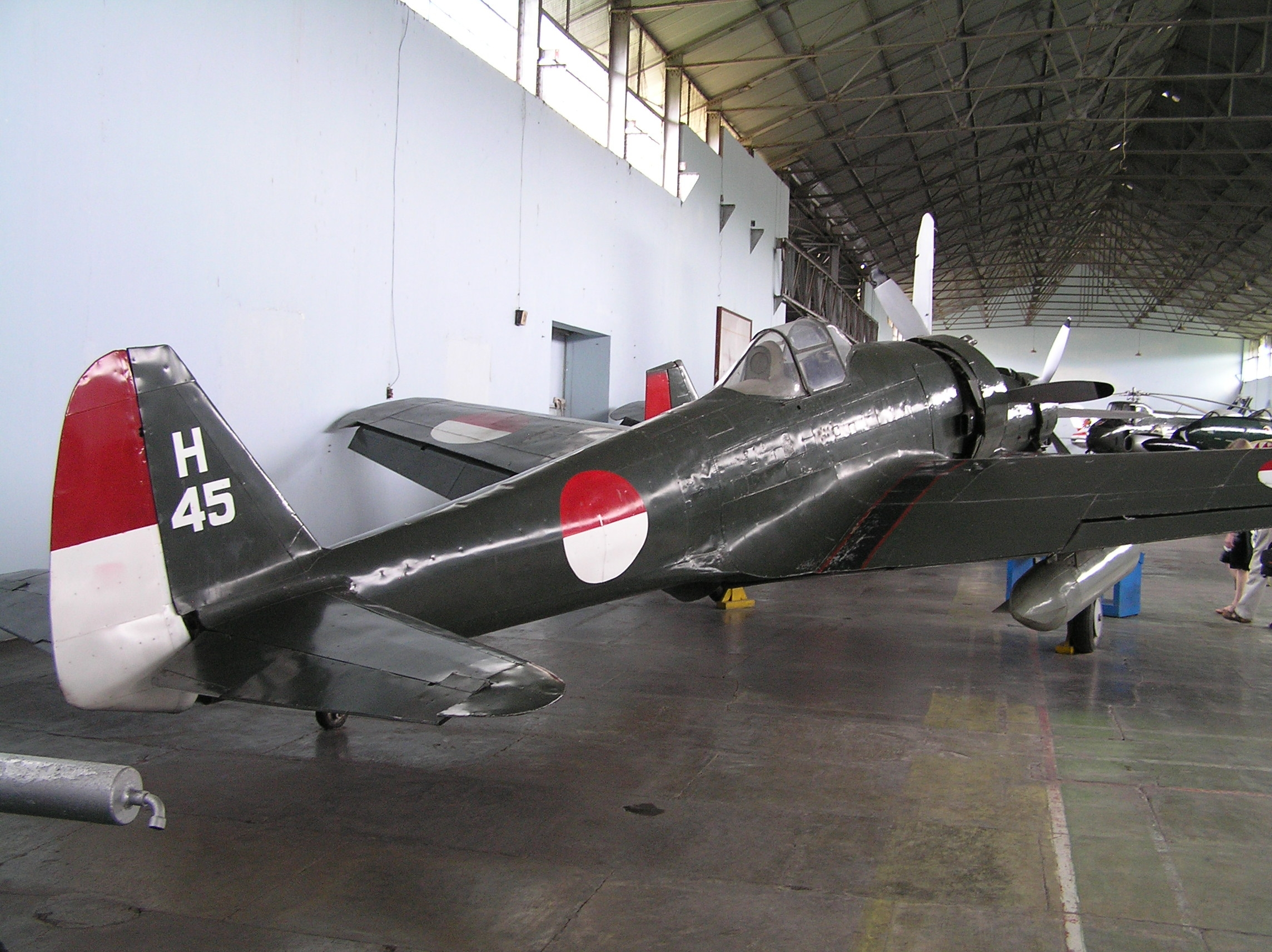
Un Ki-43 capturat pels indonesis.

### A la Segona Guerra Mundial
Japó
- Servei Aeri de l'Exèrcit Imperial Japonès

 Manxukuo
- Força Aèria Imperial de Manxukuo

 Tailàndia
- Reial Força Aèria de Tailàndia

### En postguerra
República de la Xina
- Força Aèria Xinesa Nacionalista. Dos esquadrons capturats.

 Xina
- Els comunistes xinesos van capturar 5 avions l'any 1946 als nacionalistes. Els avions van ser emprats fins a la seva retirada el 1952.

 França
- Exèrcit de l'Aire Francès. Van emprar avions capturats a Indoxina.[5]

 Indonèsia
 Corea del Nord
- Va emprar avions capturats després de la guerra.

## Història operacional

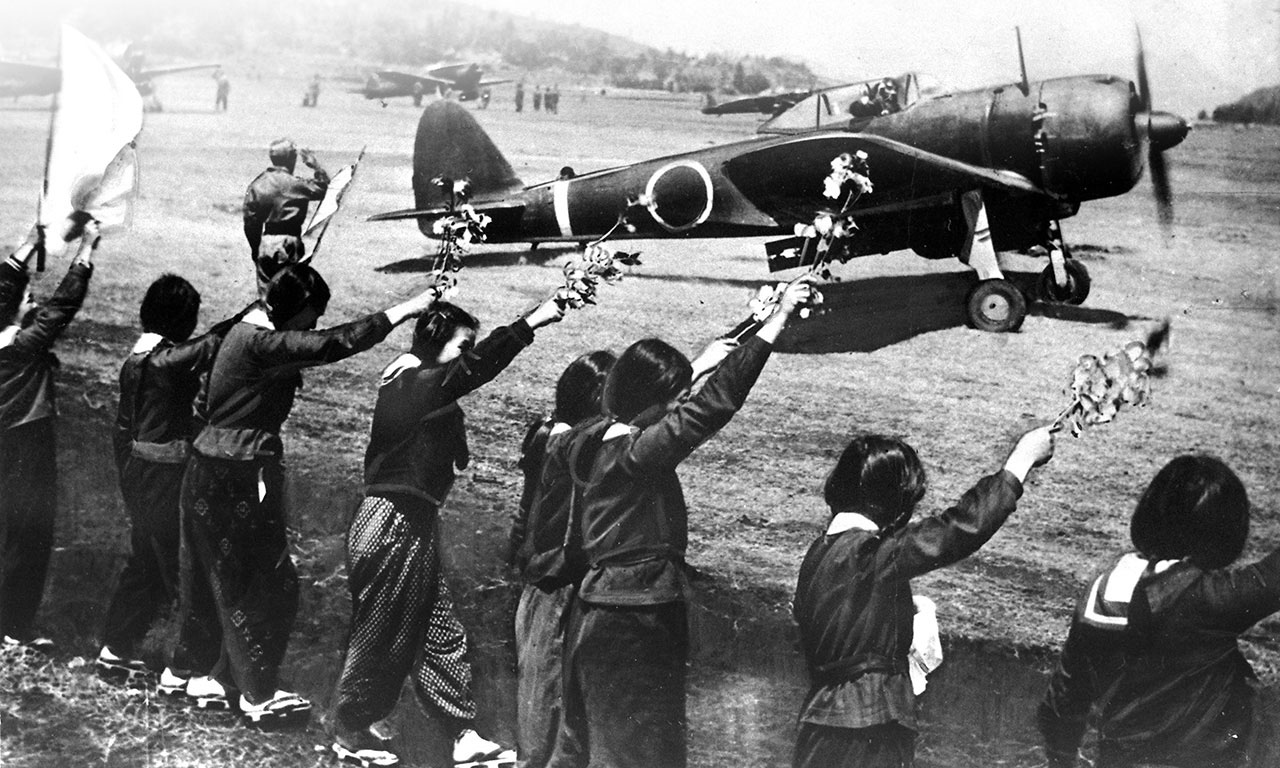
Un Ki-43 III-Ko, pilotat per l'alferes Toshio Anazawa i portant una bomba de 250 kg, es prepara per partir de l'aeròdrom japonès de Xiran a l'àrea d'Okinawa en una missió kamikaze el 12 d'abril de 1945.

El Ki-43 era el caça més àmpliament usat per l'Exèrcit i va equipar 30 sentai (grups) i 12 chutai (esquadrilles). La primera versió (I) va entrar en servei l'any 1941, la segona (II) al desembre de 1942, la II-Kai una versió modificada de l'anterior al juny de 1943, i la IIIa l'estiu 1944.
Com el cas del Zero, la superioritat aèria del Ki-43 es va demostrar inicialment en els cels de Malàisia, Índies Orientals, Birmània i Nova Guinea. Això es devia en part al millor funcionament de l'Oscar i en part a causa del petit nombre de caces aliats que estaven preparats per combatre, sobretot el P-36, P-40, Brewster Buffalo, Hawker Hurricane i Curtiss-Wright CW-21 a Àsia i l'Oceà Pacífic durant els primers mesos de la guerra. No obstant això, a mesura que la guerra va progressar, el caça va patir de les mateixes febleses que el seu predecessor, el Nakajima Ki-27 i el Mitsubishi A6M Zero: un blindatge gairebé inexistent i l'absència de dipòsits de combustible autosegellants, que va causar un elevat nombre de baixes en combat. El seu armament de només dues metralladores, més propi d'un caça de la Primera Guerra Mundial, també es va mostrar inadequat contra els avions aliats més pesadament armats i protegits. En aparèixer una nova sèrie de models d'avions aliats (com el Thunderbolt, Lightning, Mustang, Corsair, Hellcat i l'últim model de Spitfire/Seafire) va forçar els japonesos a una guerra defensiva, sent a més la major part de pilots joves i inexperts.
El Ki-43 també va servir en un paper de defensa antiaèria sobre Formosa, Okinawa i les illes japoneses. Alguns exemplars van ser subministrats a països aliats dels japonesos com Tailàndia, Manxukuo i la Xina ocupada sota el govern de Wang Jingwei. Les unitats tailandeses de vegades van lluitar contra la USAAF al sud de la Xina.
Els Hayabusa eren bastant estimats al Servei Aeri de l'Exèrcit Imperial japonès a causa de les característiques de vol agradables i una excel·lent maniobrabilitat. Gairebé totes les victòries reclamades pels asos de caça de l'Exèrcit van ser amb Hayabusa en algun moment de la seva carrera. Al final de la guerra la major part d'unitats de Hayabusa van rebre caces Nakajima Ki-84, però algunes unitats van mantenir-lo fins al final de la guerra. El major As de combat amb Hayabusa va ser el sergent Satoshi Anabuki amb 59 victòries.
Finalitzada la guerra alguns exemplars van servir en nombres limitats a les Forces Aèries Franceses a la Indoxina contra les tropes del Viet Minh.

## Especificacions (Ki-43-Ic)
Característiques generals
- Tripulació: 1 pilot
- Longitud: 8,83 m
- Envergadura: 11,44 m
- Altura: 3,31 m
- Superfície alar: 22 m²
- Pes buit: 1.580 kg
- Pes carregat: 2.583 kg
- Pes màxim a l'enlairament: 2.925 kg (6.446,7 lb)
- Planta motriu: 1× Nakajima Ha-115, radial de 14 cilindres refrigerat per aire.
  - Potència física: 858 kW (1.150 HP; 1.166 CV)
- Hèlix: 1× doble pala per motor.

Rendiment
- Velocitat màxima operativa (Vno): 490 km/h (304 MPH; 265 kt) a 6000 m d'alçada
- Velocitat creuer (Vc): 440 km/h (273 MPH; 238 kt)
- Abast: 1.760 km (950 nmi; 1.094 mi)
- Abast en ferri: 3.200 km (1.728 nmi; 1.988 mi)
- Sostre de vol: 11.200 m (36.745 ft)
- Càrrega de l'ala: 121 kg/m² (24,8 lb/ft²)

Armament
- Metralladores: 
dues Ho-103 de 12,7 mm a la part superior del motor amb cinta de 250 cartutxos cadascuna
- Bombes: 
Dues de 250 kg